# کوزنیتسا (آلکساندروواتس)
کوزنیتسا (به صربی: Koznica) یک منطقهٔ مسکونی در صربستان است که در الکساندراواک واقع شده‌است. کوزنیتسا ۱۴۸ نفر جمعیت دارد.